# The Face of Love
Pour plus de détails, voir Fiche technique et Distribution.
The Face of Love  (également connu sous le nom Look of Love) est un drame romantique américain réalisé par Arie Posin et co-écrit par Matthew McDuffie.
L'idée du film est venue au scénariste/réalisateur Arie Posin lorsque sa mère lui a raconté que quelques années après la mort de son mari, elle avait croisé son parfait sosie dans la rue et qu'elle n'avait pas pu détacher son regard de cet inconnu[réf. souhaitée].
Il a été projeté dans la catégorie "Présentation spéciale" au Festival 2013 du film international de Toronto.

## Synopsis

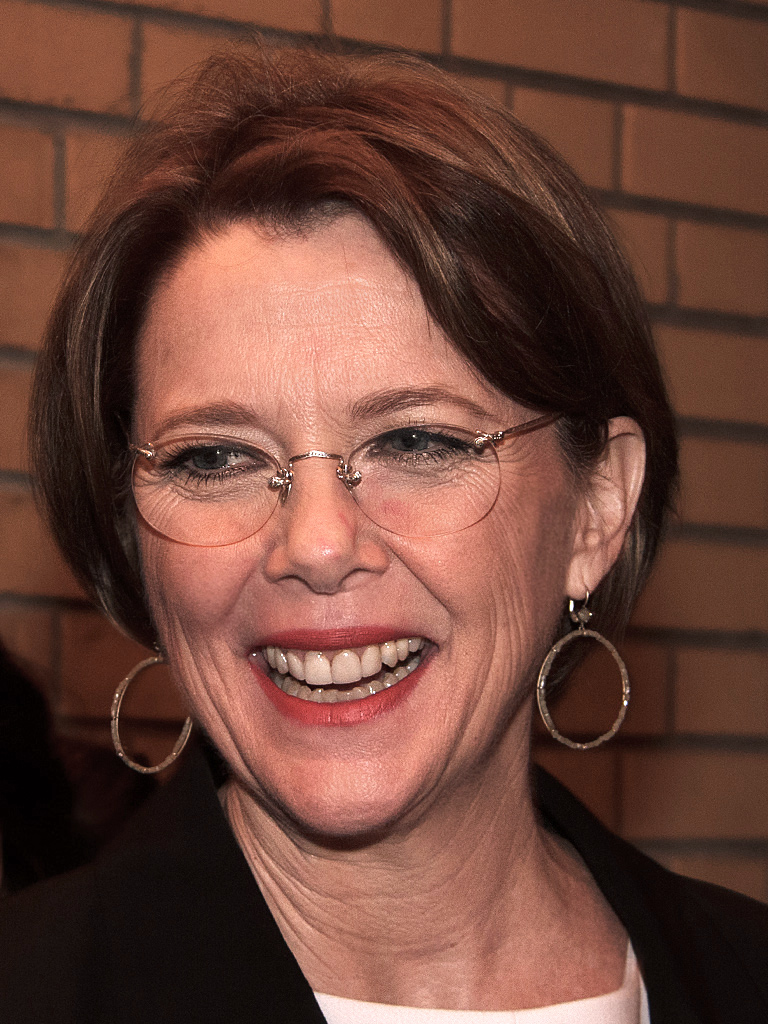
Annette Bening

Veuve, Nikki (Annette Bening) est inconsolable. Elle se souvient avec tristesse, dans sa grande maison vide, de son mari Garett (Ed Harris) avec qui elle vivait le parfait amour. Celui-ci est décédé brusquement en se noyant lors de leur voyage au Mexique pour fêter leurs 30 ans de vie commune.

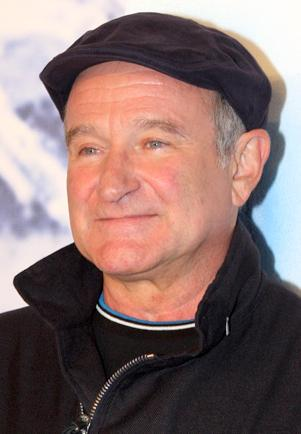
Robin Williams - 2011

Cinq ans plus tard, Nikki vit seule, se consacre à son métier de décoratrice d'intérieur mais n'oublie pas. Elle est entourée de sa fille Summer (Jess Weixler) déjà adulte, mais aussi de son ami et voisin Roger (Robin Williams), veuf également et secrètement amoureux de Nikki.
Alors qu'elle n'était plus retournée seule au musée d'Art de Los Angeles depuis la perte de son époux, Nikki rencontre un homme qui se trouve être le sosie de son défunt Garett.
Troublée mais heureuse en même temps, Nikki tente par tous les moyens de rencontrer cet homme : le chercher, l'attendre, le suivre...

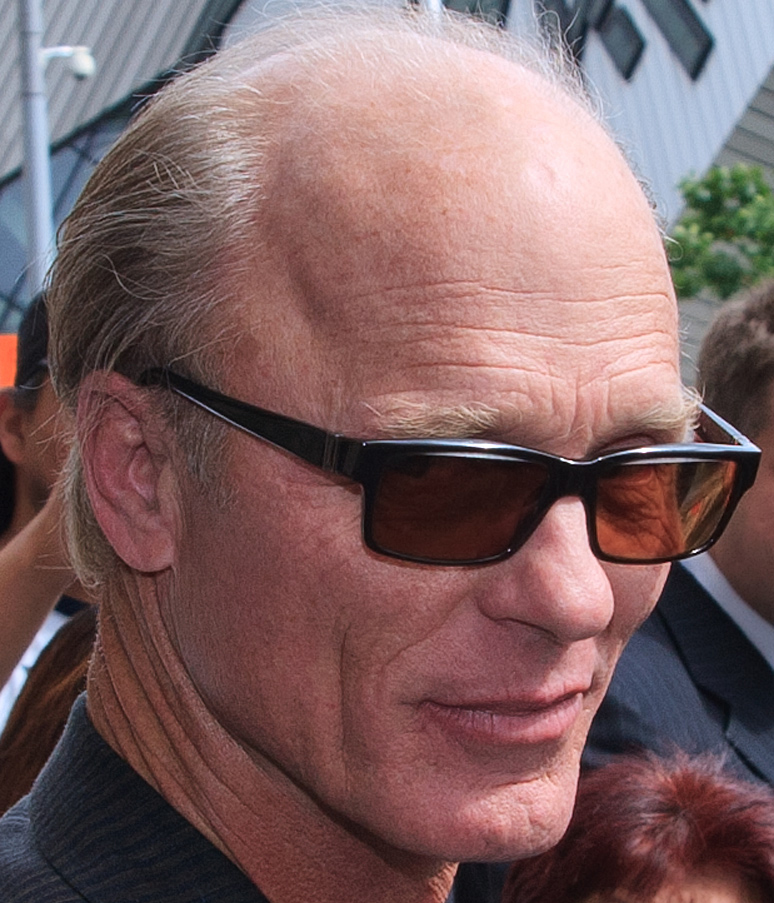
Ed Harris

L'homme, prénommé Tom (Ed Harris), célibataire et professeur d'art, est rapidement séduit.
Une relation naît entre eux mais Nikki est poursuivie par le doute :  aime-t-elle un homme réel ou l'image d'un homme disparu ?
Alors que Tom tombe éperdument amoureux, Nikki ne fait plus vraiment la distinction entre son passé et son présent.
Cette relation, quelque peu malsaine, précipite rapidement leur romance dans un mensonge.
Cette histoire pourra-t-elle survivre et se construire pour ce qu'elle est vraiment, surtout aux yeux du monde ?

## Fiche technique
- Titre : The Face of Love
- Réalisation : Arie Posin
- Scénario : Arie Posin et Matthew McDuffie
- Photographie : Antonio Riestra
- Montage : Matt Maddox
- Musique : Marcelo Zarvos (en)
- Producteur : Bonnie Curtis et Julie Lynn
  - Coproducteur : Jonathan McCoy
  - Producteur délégué : Benjamin Castellano-Wood, Theresa Castellano-Wood, Paige Dunham, Maxine P. Lynn, Ruth Mutch, Amy Lynn Quinn, Amy Ware et Les Ware
  - Producteur associé : Charles M. Barsamian, Tom De Nolf, Tara Moross et Charles Solomon Jr.
- Production : Mockingbird Pictures
- Distribution : IFC Films et Chrysalis Films
- Pays d'origine :  États-Unis
- Genre : Drame romantique
- Durée : 92 minutes
- Dates de sortie :
  - États-Unis :20 septembre 2013
  - Canada : 18 avril 2014
  - France : 16 juillet 2014

## Distribution
- Annette Bening : Nikki
- Ed Harris : Garett et Tom Young
- Robin Williams : Roger
- Jess Weixler : Summer
- Amy Brenneman : Ann
- Linda Park : Jan
- Nathan Clarkson : le jeune artiste
- Deana Ann Aburto
- Patrick Weil : le touriste

## Production
- Production : Mockingbird Pictures / Distributeur France : Chrysalis Films / Exportation/Distribution internationale : IFC Films
- Le film a été tourné à Los Angeles en 2012
- Date de sortie en France : 16 juillet 2014
- Genre: Drame, Romance
- Réalisé par : Arie Posin
- Producteurs : Bonnie Curtis, Julie Lynn
- Studio : Mongrel Media
- Scénaristes : Matthew McDuffie, Arie Posin
- Durée : 92 min.
- Type de film : Long-métrage
- Nationalité : Américain
- Budget : 4 000 000 $
- Année de production : 2013
- N° de Visa : 139924